# Внутрішня структура Місяця

Внутрішня структура Місяця

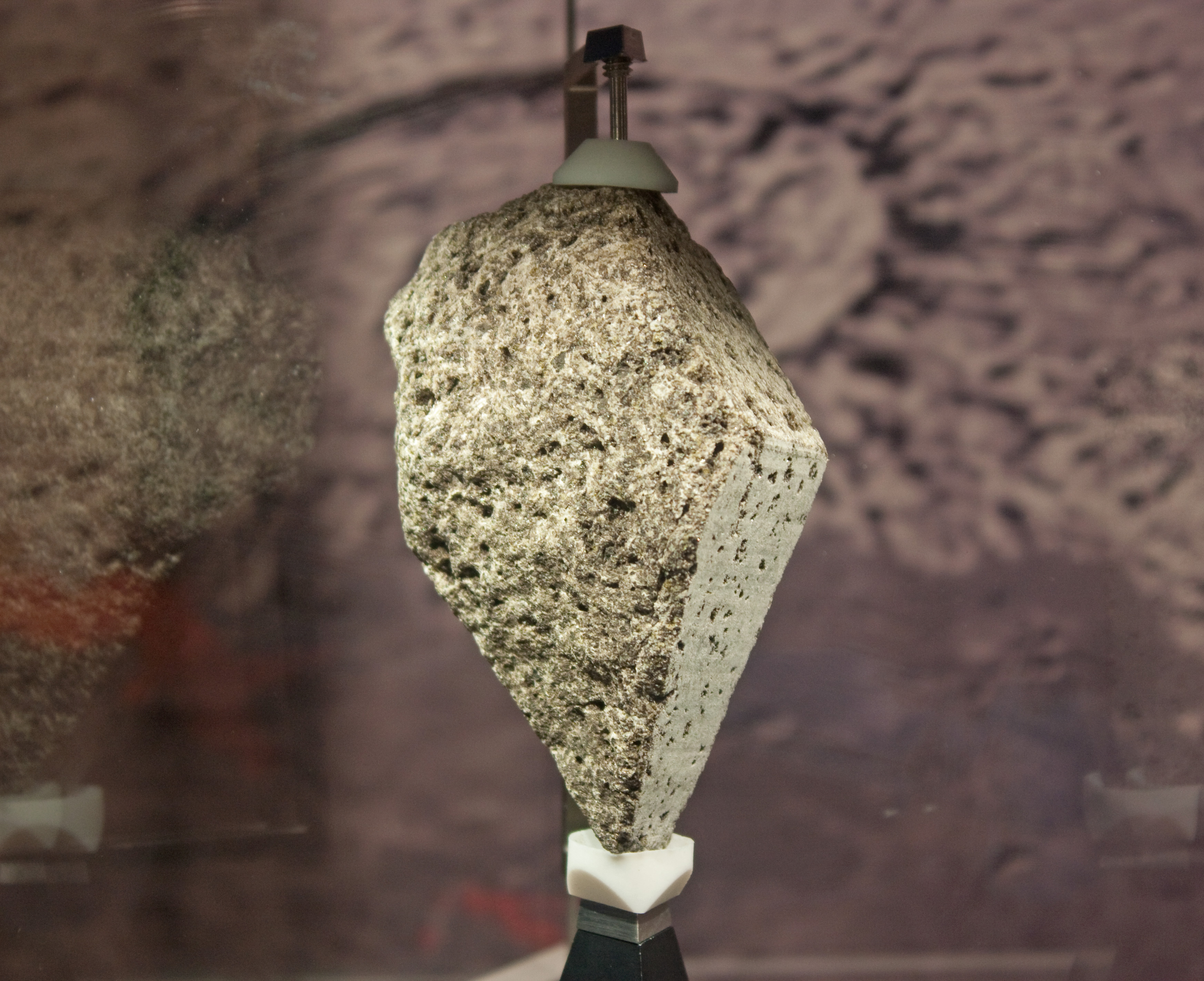
Олівіновий базальт, зібраний Аполлоном-15.

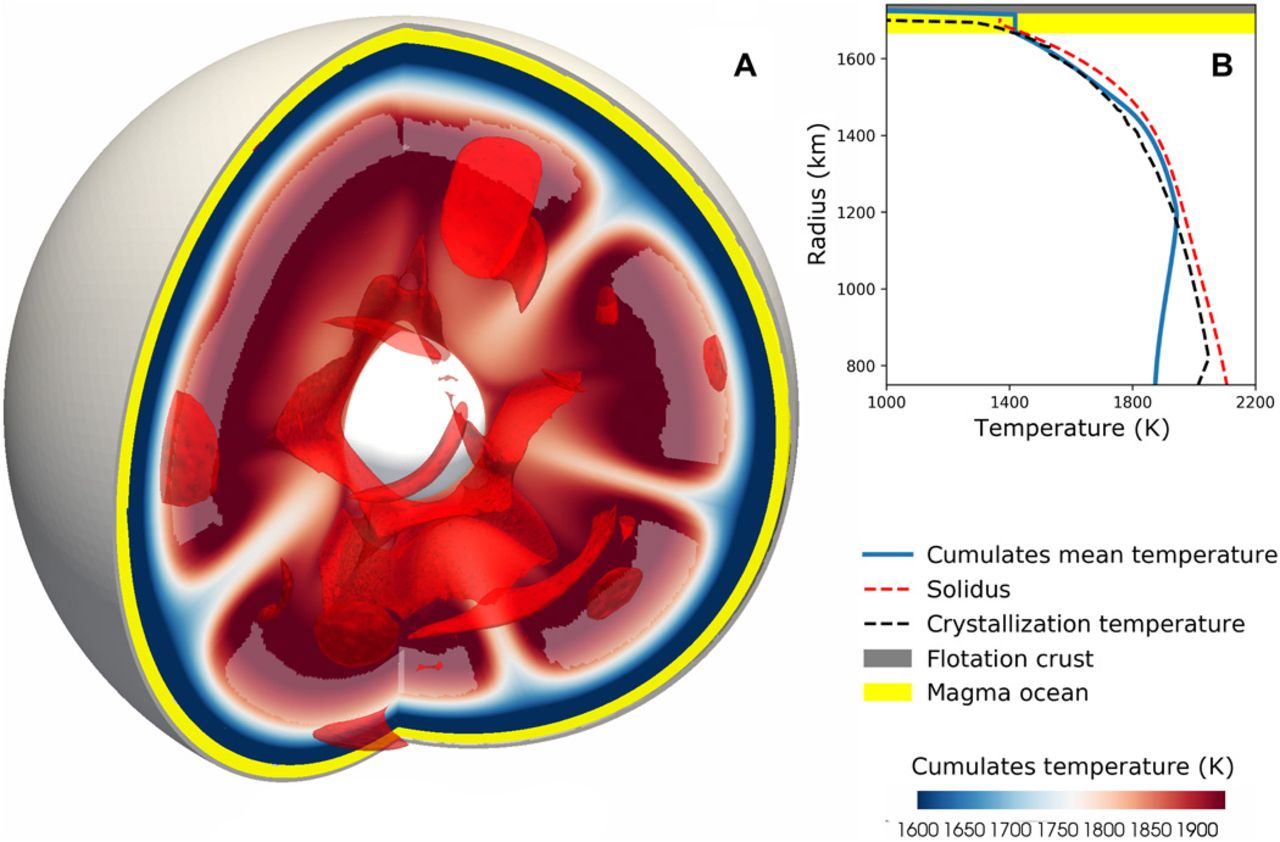
Тепловий стан Місяця у віці 100 млн років.

Місяць є диференційованим тілом з середньою щільністю 3346,4 кг/м 3, яке складається з геохімічно відмінних кори, мантії та планетарного ядра. Вважається, що ця структура виникла в результаті часткової кристалізації матеріалу магматичного океану незабаром після його утворення приблизно 4,5 мільярда років тому. Енергія, необхідна для розплавлення зовнішньої частини Місяця, зазвичай пов’язується з гігантським зіткненням, яке, як вважають, сформувало систему Земля-Місяць, і подальшою акрецією матеріалу на орбіті Землі. Кристалізація цього магматичного океану призвела б до виникнення мафічної мантії та багатої на плагіоклаз кори.
Геохімічне картування з орбіти показує, що кора Місяця в основному анортозитна за складом, що узгоджується з гіпотезою магматичного океану. З точки зору елементів, місячна кора складається в основному з кисню, кремнію, магнію, заліза, кальцію та алюмінію, але важливі другорядні та мікроелементи, такі як титан, уран, торій, калій, сірка, марганець, хром і також присутній водень. На основі геофізичних методів кора оцінюється в середньому приблизно в 50 км завтовшки.
Часткове плавлення всередині мантії Місяця призвело до виверження морських базальтів на поверхню Місяця. Аналіз цих базальтів показує, що мантія складається переважно з мінералів олівіну, ортопироксену та клінопіроксену, і що мантія Місяця більш багата залізом, ніж мантія Землі. Деякі місячні базальти містять велику кількість титану (присутнього в мінералі ільменіт), що свідчить про те, що мантія дуже неоднорідна за складом. Встановлено, що на глибині близько 1000 км під поверхнею в мантії Місяця  відбуваються місяцетруси. Вони відбуваються з місячною періодичністю та пов’язані з прилипвними навантаженнями, спричиненими ексцентричною орбітою Місяця навколо Землі. Також були виявлені кілька неглибоких місяцетрусів з гіпоцентрами, розташованими близько 100 км під поверхнею, але вони трапляються рідше і, здається, не пов’язані з місячними припливами.

## Ядро

Схематичне зображення внутрішньої будови Місяця

Кілька доказів свідчать про те, що місячне ядро невелике, має радіус приблизно 350 км або менше. Розмір місячного ядра становить лише близько 20% від розміру самого Місяця, на відміну від приблизно 50%, як у більшості інших земних тіл. Склад місячного ядра не дуже обмежений, але в основному вважається, що воно складається з металевого сплаву заліза з невеликою кількістю сірки та нікелю. Аналіз змін у часі обертань Місяця показує, що ядро принаймні частково розплавлене. У рамках ударного сценарію формування ядра Місяця могло відбутися протягом перших 100–1000 років від початку його акреції з його супутників.
У 2010 році повторний аналіз старих сейсмічних даних Аполлона про глибинні місяцетруси з використанням сучасних методів обробки підтвердив, що Місяць має багате залізом ядро з радіусом 330 ± 20 км. Той же повторний аналіз встановив, що тверде внутрішнє ядро з чистого заліза має радіус 240 ± 10 км. Ядро оточене частково (10-30%) розплавленим шаром нижньої мантії радіусом 480 ± 20 км (товщина ~150 км). Ці результати означають, що 40% ядра за об’ємом затверділо. Щільність рідкого зовнішнього ядра становить близько 5 г/см3 і може містити до 6% сірки за вагою. Температура в ядрі, ймовірно, близько 1600–1700 К (1330–1430 °C).
У 2019 році повторний аналіз майже 50-річних даних, зібраних під час експерименту Lunar Laser Ranging з даними місячного гравітаційного поля від місії GRAIL, показує, що для розслабленого місячного рідинного ядра з негідростатичними літосферами сплощення ядра визначається як (2.2±0.6)×10−4 радіуса межі ядра та мантії 381±12 км.